# Baldwin City
Baldwin City ist eine Stadt im Douglas County im US-Bundesstaat Kansas und liegt südlich von Lawrence. Das U.S. Census Bureau hat bei der Volkszählung 2020 eine Einwohnerzahl von 4826 ermittelt. 
Die Stadt, die vom US Highway 56 durchquert wird, hat noch viele ruhige, ziegelgepflasterte Straßen. Sie ist Sitz der Baker University, der ältesten Universität des Staates. Am 2. Juni 1856 fand eine Schießerei zwischen Befürwortern und von John Brown geführten Gegnern der Sklaverei in der Nähe von Baldwin City statt. Das als Battle of Black Jack bekannte Gefecht gilt bei manchen Historikern als der eigentliche Beginn des amerikanischen Bürgerkrieges.
Benannt wurde die Stadt nach John Baldwin, der 1857 an dieser Stelle das erste Sägewerk und die erste Getreidemühle erbaute.

## Persönlichkeiten
- Paul W. Kendall (1898–1983), Generalleutnant der United States Army